# Anton Kontra
Anton Kontra, (Tomajmonostora, 29 maart 1932 - Malmö, 8 mei 2020), was een Hongaars-Deense violist die opgroeide in Hongarije en zich in 1965 in Denemarken vestigde. Hij studeerde in Boedapest aan de Liszt Academie en kreeg onder meer vioolles van de vioolvirtuoos en pedagoog Ede Zathureczky. Hij won prijzen bij het Bach Concours in Leipzig en de Henryk Wieniawski vioolcompetitie in Warschau.
Hij was een van de toonaangevende vioolsolisten in Scandinavië. Van 1965 tot 1988 was hij de eerste concertmeester van het Sjællands Symfoniorkester en nadien van het Malmö Symfoniorkester. In 1973 richtte hij met Boris Samsing, Peter Fabricius en Morten Zeuthen van het Seeland Symphonie Orkest het strijkkwartet Kontra Kwartet op, dat in Denemarken bekendheid verwierf.
Kontra heeft veel opnames van vioolconcerten op zijn naam staan. Internationaal kreeg hij bekendheid door een uitvoering van de csárdás van Vittorio Monti, waarbij hij begeleid werd door de muziekkomiek Victor Borge.
- CiNii: DA12934496
- Gemeinsame Normdatei: 140883673
- International Standard Name Identifier: 0000 0001 1136 4094
- Library of Congress Control Number: n80077033
- Nationale Bibliotheek van Letland: 000113651
- MusicBrainz: 10a02dc9-9f93-489a-a201-08d44f5a9aeb
- Nationale Bibliotheek van Israël: 987007325387605171
- Système universitaire de documentation: 157034356
- Virtual International Authority File: 107857569
- WorldCat: E39PBJt3TGvqHBDRGhdcXrcQMP